# Pin-Moriès
Pin-Moriès est une ancienne commune française, située dans le département de la Lozère en région Occitanie.

## Géographie
Elle est située dans le centre-ouest de la Lozère, dans le sud-est du plateau de l'Aubrac.

### Hydrographie
Elle est bordée à l'est par la Colagne et au sud par le Lot.

### Voies de communication et transports
La commune est traversée à l'est et au sud par l'autoroute A75 (la Méridienne) et la route nationale 88. L'accès à l'autoroute se fait par l'échangeur n°39 à la hauteur du Monastier.
La voie ferrée Béziers-Neussargues longe la commune au sud. La gare la plus proche est celle du Monastier, d'où part aussi la transcévenole vers Mende.

## Histoire
Le 1er mars 1974, elle fusionne avec Le Monastier pour constituer la nouvelle commune nommée Le Monastier-Pin-Moriès,. Elle prend alors le statut de commune associée qu'elle conserve jusqu'au 25 août 1992 où la fusion simple est substituée à la fusion-association.

## Politique et administration

### Liste des maires jusqu'au28 février 1973
| Période | Période         | Identité | Étiquette | Qualité |
| ------- | --------------- | -------- | --------- | ------- |
|         | 28 février 1973 |          |           |         |

### Liste des maires du1ermars 1974au25 août 1992
| Période | Période | Identité | Étiquette | Qualité |
| ------- | ------- | -------- | --------- | ------- |
|         |         |          |           |         |

## Culture locale et patrimoine

### Lieux et monuments
- Église Saint-Nicolas du Pin

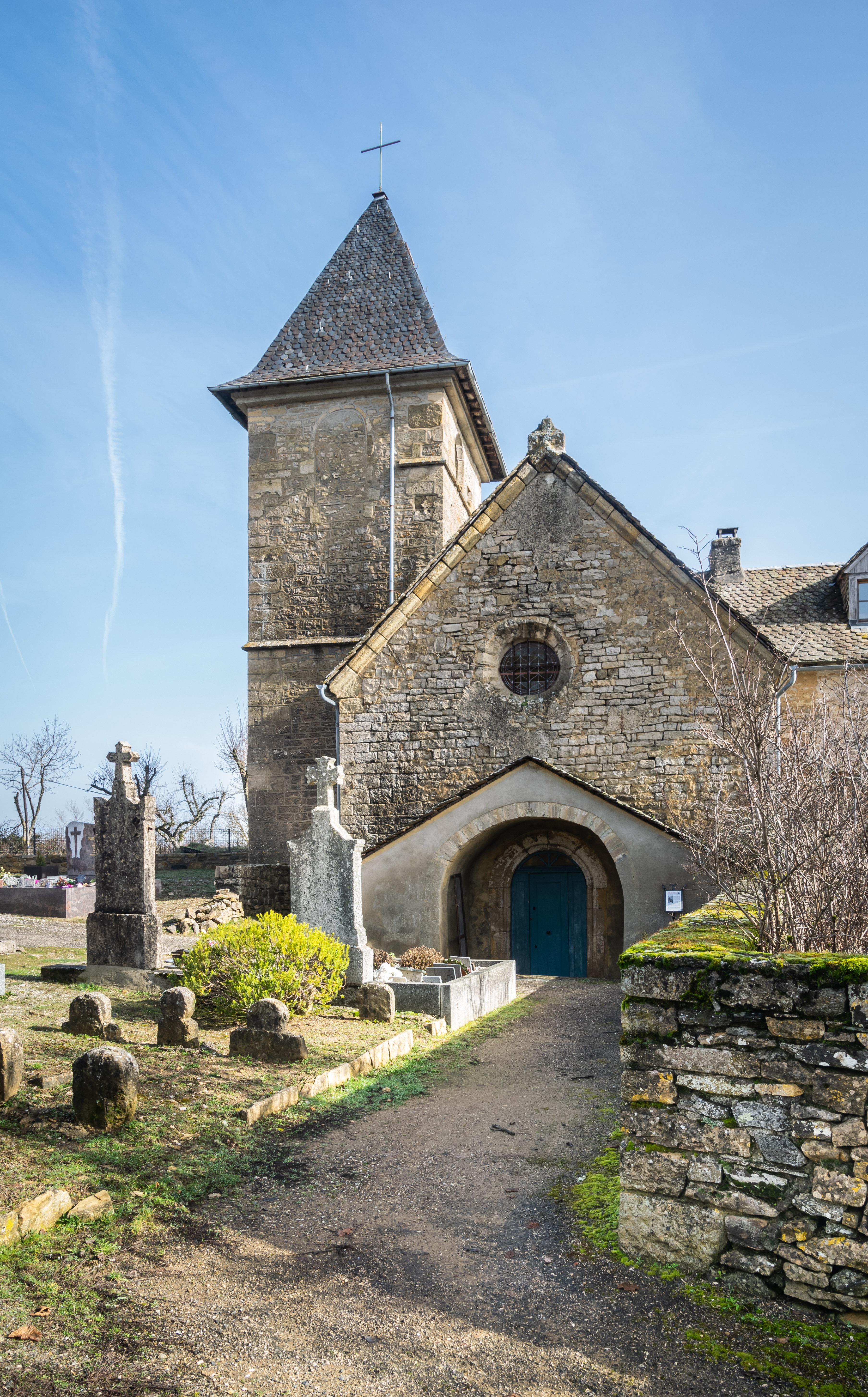
Église Saint-Nicolas du Pin, portail et clocher.
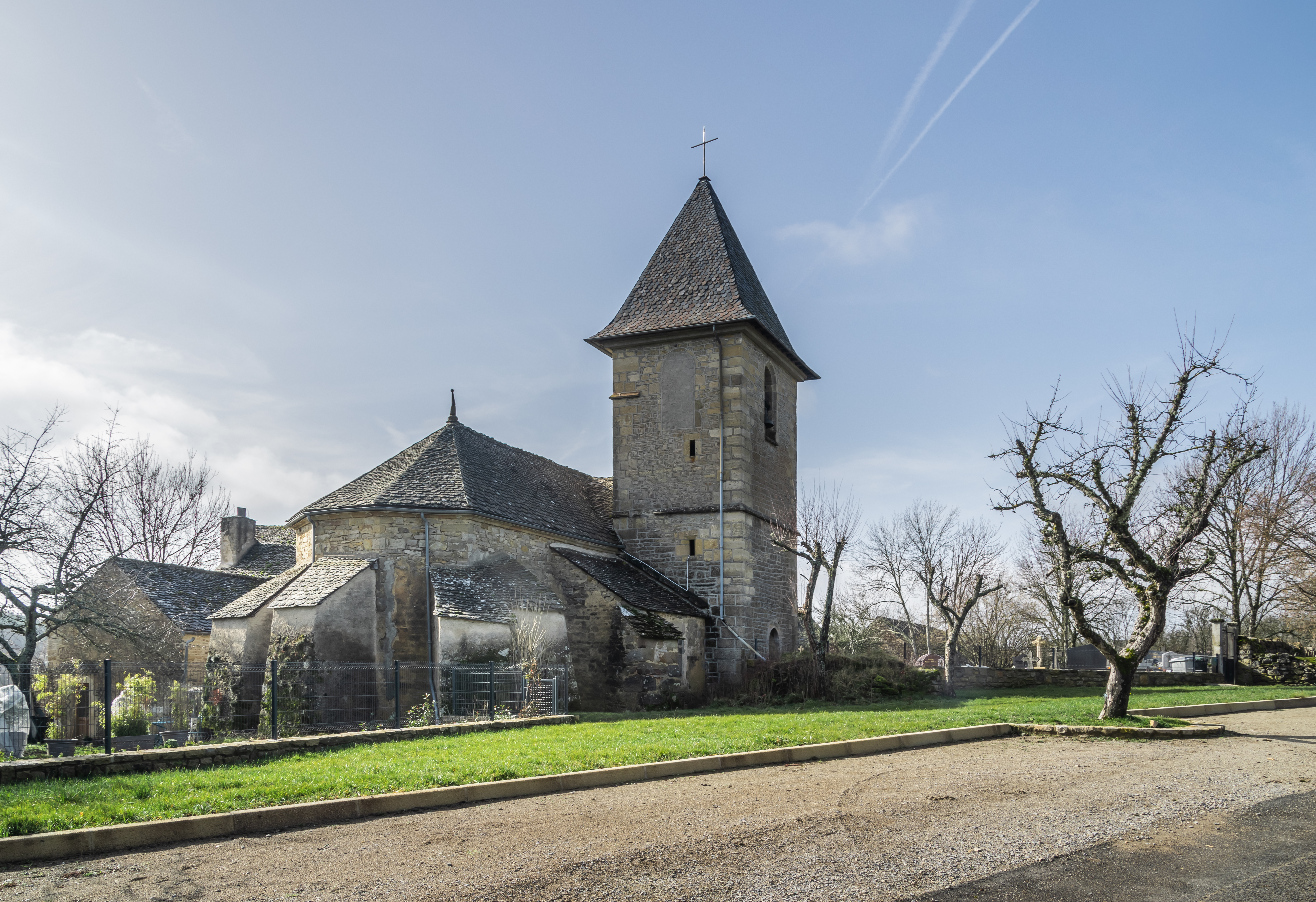
Église Saint-Nicolas du Pin.
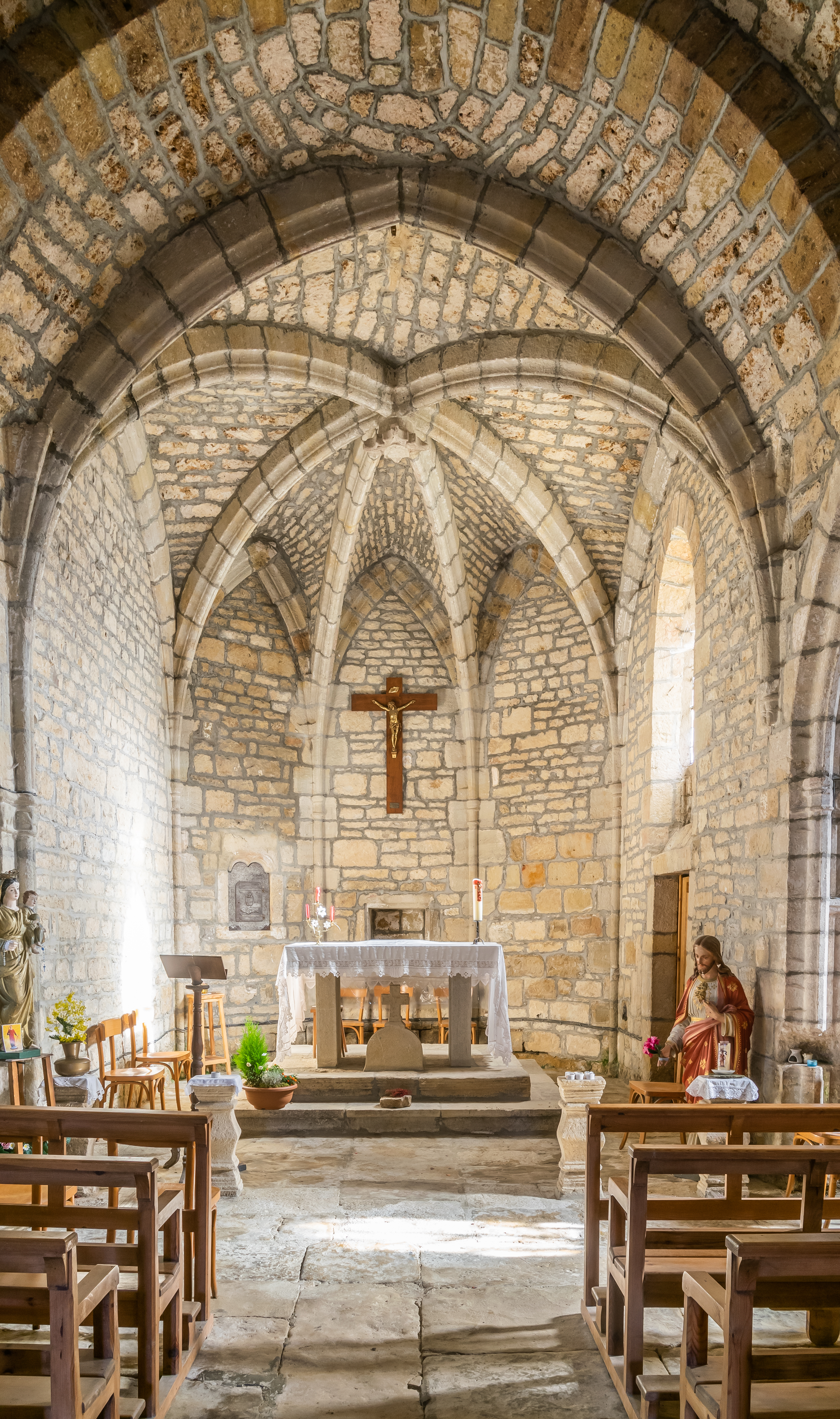
Église Saint-Nicolas du Pin, intérieur de l'église.